# Frans Nyberg
Frans Nyberg, född 21 september 1882 i Sankt Petersburg, död 18 maj 1962 i Borgå, var en finländsk arkitekt och konstnär. Han var bror till läkaren Carl Nyberg.
Nyberg studerade konst och tekniska ämnen i Schweiz och måleri i Stockholm (1904-1905) samt utexaminerades 1903 som arkitekt vid Polytekniska institutet i Helsingfors och var i två repriser anställd som ritare vid Eliel Saarinens byrå. Nyberg ställde ut första gången 1920. I början av 1920-talet flyttade han till Borgå och var bland annat intendent för Borgå museum 1934–1952. Han ritade Villa Hellberg i Borgå. 
Nyberg är främst känd för sina etsningar och akvareller av Gamla stans hus och gränder i Borgå. Han illustrerade Gunnar Mårtensons bok Gamla gårdar i Borgå (1946). Förutom från Borgå – och fabriksmiljöer i Tolkis – hämtade Nyberg också sina motiv från Viborg, Helsingfors, Raumo, Lovisa, Ekenäs, Nådendal, Tallinn, Tartu och Hogland. Han var även verksam som oljemålare. Han var teckningslärare vid Borgå lyceum 1923–1927 och skrev ibland artiklar om konst i Borgåbladet.